# Meritamun
Meritamun war eine altägyptische Königin und eine Große königliche Gemahlin ihres Vaters Ramses II. und die älteste Tochter der Nefertari.
Meritamun ist von zahlreichen Denkmälern bekannt. Sie erscheint in den Listen von Prinzessinnen ihres Vaters in der Regel an vierter Stelle. Aus Achmim stammt eine 1970 gefundene Kolossalstatue, die sie zeigt. Diese stand einst vor dem dortigen Mintempel und säumte mit gleich großen Figuren ihres Vaters den Eingang. Dies zeugt von einer Ehre, die nicht einmal ihrer Mutter Nefertari zuteilwurde.

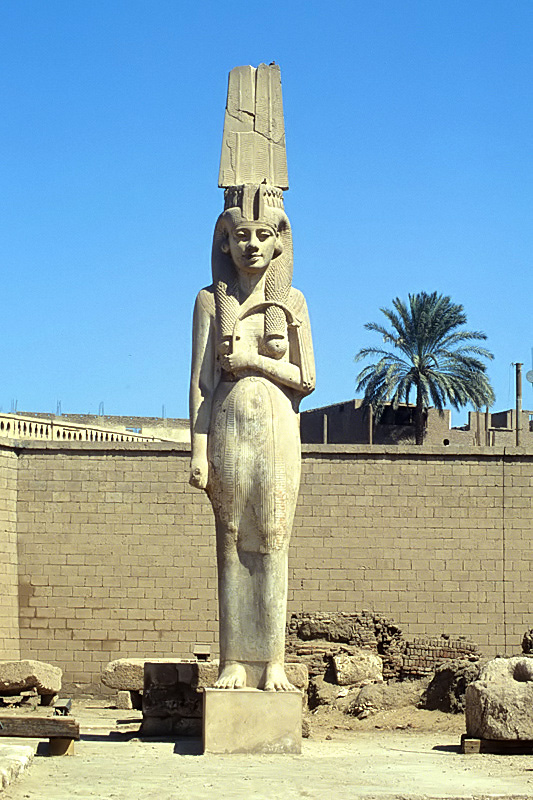
Kolossalstatue in Achmim
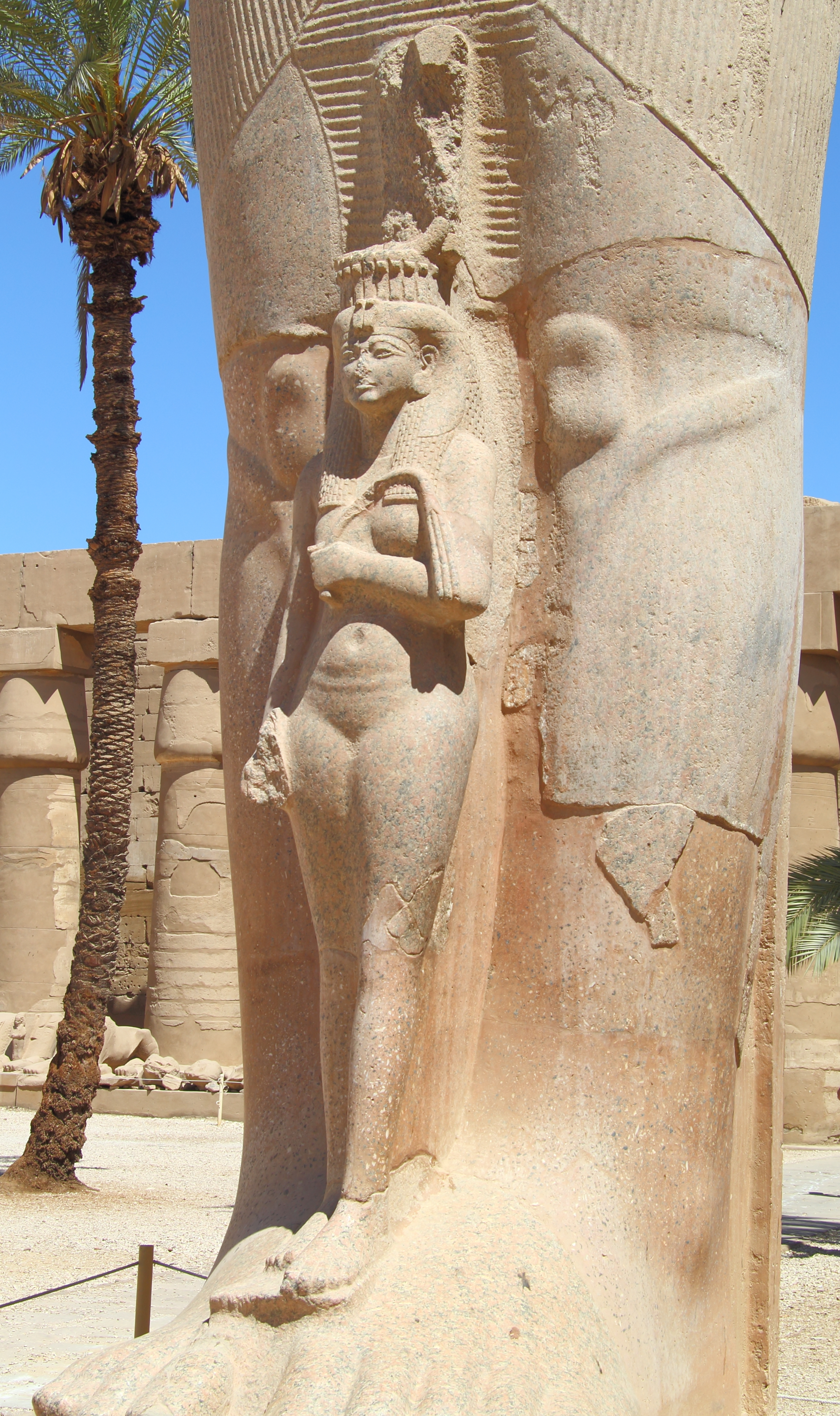
Luxor, Ägypten: Karnak-Tempel, Statue von Meritamun vor der Kolossalstatue ihres Vaters Ramses II.
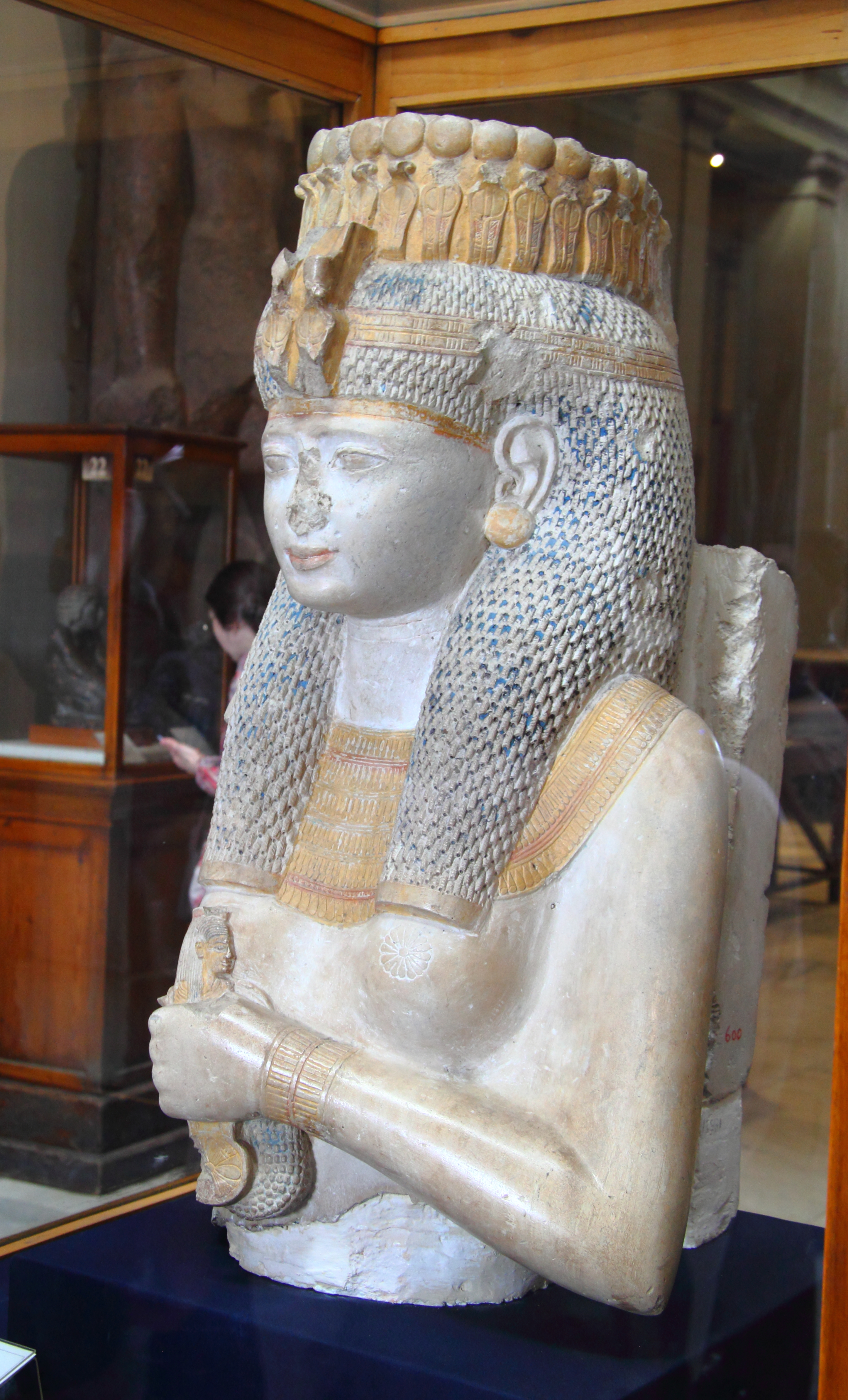
Statue von Meritamun, ausgegraben im Ramesseum in Luxor

Wahrscheinlich nach dem Tod ihrer Mutter, um das 25. Regierungsjahr von Ramses II., wurde sie zur Großen Königlichen Gemahlin ernannt. Ihr Grab liegt im Tal der Königinnen (QV68). Dort fanden sich die Reste eines großen Sarkophages, dessen Deckel sich heute im Ägyptischen Museum Berlin befindet.